# Československá plavba labská
Československá plavba labská (ČSPL) je česká firma ve formě akciové společnosti, která provozuje lodní dopravu. Sídlí v Děčíně. V roce 2016 má 205 zaměstnanců a 73 jednotek plavidel s tonáží 51 377 tun. Zboží vozí především do přístavů Severního moře, Baltského moře a do vnitrozemských přístavů Německa, Nizozemí, Belgie, Švýcarska a Francie.

## Historie
Versailleská smlouva prohlásila po ukončení I. světové války v článku č. 331 Labe za mezinárodní řeku. Před válkou se lodní dopravou zboží na řece zabývala Rakouská severozápadní paroplavební společnost, její lodě a labské přístavy se staly základem nové československé společnosti.
Firma byla založena 13. června 1922 jako Československá plavební akciová společnost Labská, Praha. Založila ji Československá republika (zákon č. 188 Národního shromáždění) a několik bankovních domů. Úkolem byla doprava zboží a lidí po vodě a také stavba a opravy lodí.
Stát do firmy vložil plavidla, která získal z válečných reparací. Šlo o 18 parníků, 11 parních rychlolodí, 189 člunů, 7 řetězových parníků, 12 přístavních parníků, 7 skladních člunů, 49 pramic a 21 ostatních pomocných plavidel. Celkem to bylo 314 jednotek s tonáží 142 392 tun a výkonem 18 310 KS. V roce 1936 firma zahájila výrobu člunů typu Amanda. Stavěly se následujících 20 let. Do války to bylo 20 člunů, další přibyly po válce. Ještě před válkou byla také zahájena výstavba dvou motorových nákladních lodí a dvou motorových vlečných lodí. Na konci války byla na Labi zničena většina mostů a potopeno mnoho lodí. Po konci války tak bylo zaevidováno 267 jednotek o tonáži 137 283 tuny.
Za II. světové války byla společnost přejmenována na Českomoravskou plavební akciovou společnost.
Po roce 1945 byla firma znárodněna, od 1. ledna 1949 vznikly zákonem ze dne 22. prosince 1948 národní podniky Československá plavba labská a Československá plavba oderská. 1. července 1952 došlo vládním nařízením k fúzi a vznikla Československá plavba labsko-oderská, národní podnik. V roce 1957 byly firmě odňaty spediční úkony, které byly převedeny na firmu Čechofracht. Ve vlastnictví Československé plavby labsko-oderské byly loděnice Křešice jako opravárenské zázemí, přístavy Loubí, Ústí nad Labem, Lovosice, Mělník, Kolín a Praha. Provozovala plavbu tuzemskou i přepravu nákladní, zejména uhlí. Firma měla zahraniční zastoupení v Magdeburku, Hamburku, Braunschweigu, Duisburgu, Rotterdamu a Štětíně. Na konci socialismu, v roce 1989, bylo v majetku podniku 700 jednotek plavidel.
V roce 1990 bylo rozhodnuto o zastavení výstavby nových plavidel (v té době typů MNL 11631 a TR 610) a od té doby se firma stavbě lodí nevěnuje. 5. května 1992 byl podnik privatizován a změnil název na Československá plavba labská, a.s. Ještě před privatizací podnik přišel o přístavy Ústí nad Labem, Mělník, Praha a Kolín. V následujících deseti letech se však firmě nedařilo, dostala se do konkurzu a došlo k rozprodání firmy po jednotlivých funkčních částech. Hlavní činnost, tedy provozování říční nákladní dopravy, koupila 21. října 2002 firma ARGO Internationale Spedition, patřící do skupiny AFG holding. Tato část firmy také nese historickou značku Československá plavba labská.
V listopadu 2018 prodala společnost Argo Bohemia ČSPL německé logisticko-dopravní skupině Rhenus PartnerShip Beteiligungs.

## Vlajka ČSPL
Rejdařskou vlajkou se po vzniku společnosti stala bílo-červená vlajka s modrou, pěticípou hvězdou uprostřed. Symbolika vlajky je neznámá, Rakouská severozápadní paroplavební společnost užívala jednoduchou žlutou vlajku, Německé labské rejdařství (VEG) užívalo bílou vlajku s červenou hvězdou.
V roce 1942 byla modrá hvězda nahrazena černou, modrá barva byla zřejmě chápána jako československá, proto dostala barvu německou.
Československá plavba oderská užívala od svého vzniku v roce 1949 až do sloučení roku 1952 podobnou vlajku jako ČSPL, modrá a bílá však byly zaměněny.
Vlajka společnosti je užívána na lodích a budovách společnosti, její zobrazení je též v logu společnosti (spolu s nápisem ČSPL a.s.) Na dekoračních vlajkách je hvězda vepsána do kružnice o poloměru rovném 1/3 šířky vlajky.